# Catania Football Club 2025-2026
Questa voce raccoglie le informazioni riguardanti il Catania Football Club nelle competizioni ufficiali della stagione sportiva 2025-2026.

## Stagione
Dopo aver mancato la promozione nella stagione precedente il Catania decide di affidare, a partire da questa stagione, il ruolo di direttore sportivo a Ivano Pastore (già collaboratore tecnico di Daniele Faggiano da dicembre 2024). Si registrano anche gli arrivi di Alessandro Zarbano in veste di nuovo direttore generale e Giuseppe Sapienza nel team riguardante la comunicazione. La panchina invece vede la conferma di Domenico Toscano, già a Catania dall'anno precedente.
La stagione degli etnei inizia il 17 agosto 2025 con una sconfitta in campo esterno contro il Crotone per 1-0 nel primo turno di Coppa Italia Serie C.

## Organigramma societario
ORGANI DI AMMINISTRAZIONE E CONTROLLO
Consiglio di amministrazione
- Presidente: Rosario Pelligra
- Vice presidente e Amministratore delegato: Vincenzo Grella
- Consigliere di amministrazione: Mark Bresciano
- Consigliere di amministrazione: Joseph Carrozzi
- Consigliere di amministrazione: David Tucker

Collegio sindacale
- Presidente: Mauro Juvara
- Sindaci effetivi: Sebastiano Benedetto Andrea Massimino, Giovanna Maria Cristina Sambataro

AREE E MANAGEMENT
Area gestione aziendale
- Direttore Generale: Alessandro Zarbano
- Responsabile amministrazione e Controllo: Carmelo Milazzo
- Segretaria di direzione: Elvira Strano
- Segretaria di amministrazione: Lucrezia Maugeri
- Consulente legale: Dario Motta
- Supporter liaison officer: Giuseppe Franchina
- Addetto agli arbitri: Max Velotto
- Responsabile del servizio di prevenzione e protezione: Mario Drago
- Delegato gestione evento: Antonio Russo
- Addetto alla manutenzione: Enzo Longhitano
- Magazzinieri: Giuseppe Motta e Alessandro Arena

Area comunicazione
- Direttore Comunicazione e Pubbliche Relazioni: Giuseppe Sapienza
- Responsabile Comunicazione e Stampa: Angelo Scaltriti
- Social media manager: Francesco Becciani
- Fotografo: Filippo Galtieri
- Videomaker: Alfio Distefano

Area Marketing
- Direttore Marketing e Commerciale: Salvino Sinatra
- Addetto marketing: Alessandro Galiano
- Addetto merchandising: Francesco Oceano
- Addetta organizzazione eventi: Antonella Fede

Area sportiva
- Direttore sportivo: Ivano Pastore
- Segretario sportivo: Emanuele Passanisi
- Team manager: Antonio Varsallona
- Responsabile settore giovanile: Orazio Russo
- Responsabile affiliazioni: Teodoro Coppola
- Responsabile dipartimento femminile: Massimiliano Borbone
- Segretario settore giovanile e dipartimento femminile: Pino Fichera

Area tecnica
Staff tecnico
- Allenatore: Domenico Toscano
- Vice-allenatore: Michele Napoli
- Collaboratore tecnico: Ivan Moschella
- Match analyst: Gennaro Bruno
- Allenatore dei portieri: Antonello Degiorgi
- Responsabile preparazione atletica: Andrea Nocera
- Collaboratore preparazione atletica: Davide Gianninò
- Addetto alla riabilitazione: Domenico Castello

Area sanitaria
- Coordinatore area medica: Francesco Riso
- Responsabile sanitario: Carmelo Giorgio Amato
- Medico sociale: Cesare Cassisi
- Fisioterapisti: Gianpiero Gulisano & Alberto Palumbo
- Massofisioterapista: Daniele Torrisi
- Massaggiatore: Giuseppe Bruzzo
- Osteopata: Angelo Fangano
- Nutrizionista: Antonio Sedita
- Podologo: Giuseppe Grasso

## Rosa
Aggiornata al 17 agosto 2025.
| N. |                      | Ruolo | Calciatore         |
| -- | -------------------- | ----- | ------------------ |
| 1  | Lettonia (bandiera)  | P     | Klāvs Bethers      |
| 3  | Italia (bandiera)    | D     | Alessandro Celli   |
| 4  | Italia (bandiera)    | C     | Salvatore Aloi     |
| 6  | Italia (bandiera)    | D     | Andrea Allegretto  |
| 7  | Spagna (bandiera)    | C     | Kaleb Jiménez      |
| 9  | Italia (bandiera)    | A     | Alex Rolfini       |
| 10 | Italia (bandiera)    | C     | Emanuele Cicerelli |
| 15 | Italia (bandiera)    | D     | Matteo Di Gennaro  |
| 16 | Italia (bandiera)    | D     | Alessandro Quaini  |
| 19 | Italia (bandiera)    | D     | Alessandro Raimo   |
| 20 | Italia (bandiera)    | D     | Daniele Donnarumma |
| 23 | Italia (bandiera)    | C     | Gabriel Lunetta    |
| 24 | Argentina (bandiera) | D     | Tiago Casasola     |
| 30 | Italia (bandiera)    | C     | Andrea Corbari     |
| 32 | Italia (bandiera)    | A     | Francesco Forte    |
| 57 | Italia (bandiera)    | P     | Andrea Dini        |
| 68 | Italia (bandiera)    | D     | Mario Ierardi      |

| N. |                      | Ruolo | Calciatore           |
| -- | -------------------- | ----- | -------------------- |
| 71 | Italia (bandiera)    | A     | Filippo D'Andrea     |
| 73 | Italia (bandiera)    | D     | Simone Pieraccini    |
| 77 | Austria (bandiera)   | C     | Manuel Martic        |
| 99 | Italia (bandiera)    | C     | Michele D'Ausilio    |
|    | Italia (bandiera)    | C     | Francesco De Rose    |
|    | Italia (bandiera)    | C     | Francesco Di Tacchio |
|    | Italia (bandiera)    | P     | Damiano Butano       |
|    | Italia (bandiera)    | C     | Gregorio Luperini    |
|    | Italia (bandiera)    | C     | Giulio Frisenna      |
|    | Italia (bandiera)    | A     | Matteo Stoppa        |
|    | Italia (bandiera)    | C     | Carmelo Forti        |
|    | Italia (bandiera)    | A     | Clarence Corallo     |
|    | Italia (bandiera)    | D     | Tommaso Silvestri    |
|    | Italia (bandiera)    | C     | Diego Peralta        |
|    | Italia (bandiera)    | A     | Davide Marsura       |
|    | Italia (bandiera)    | A     | Marco Chiarella      |
|    | Australia (bandiera) | A     | Gabriel Popovic      |

## Calciomercato

### Sessione estiva(dall'1/7 all'1/9)
| Acquisti         | Acquisti           | Acquisti         | Acquisti         |
| R.               | Nome               | da               | Modalità         |
| ---------------- | ------------------ | ---------------- | ---------------- |
| D                | Tiago Casasola     | Ternana          | definitivo       |
| D                | Daniele Donnarumma | Cesena           | definitivo       |
| D                | Simone Pieraccini  | Cesena           | prestito         |
| C                | Salvatore Aloi     | Ternana          | definitivo       |
| C                | Andrea Corbari     | Virtus Entella   | definitivo       |
| C                | Michele D'Ausilio  | Avellino         | prestito         |
| C                | Manuel Martic      |                  | svincolato       |
| A                | Francesco Forte    | Ascoli           | prestito         |
| A                | Alex Rolfini       |                  | svincolato       |
| Altre operazioni |                    |                  |                  |
| R.               | Nome               | a                | Modalità         |
| P                | Klaidas Laukžemis  | Ancona           | rientro prestito |
| P                | Domiziano Tirelli  | Livorno          | rientro prestito |
| D                | Alessio Castellini | Pisa             | rientro prestito |
| D                | Mattia Maffei      | Trento           | rientro prestito |
| D                | Tommaso Silvestri  | Triestina        | rientro prestito |
| C                | Emanuele Cicerelli | Ternana          | rientro prestito |
| C                | Diego Peralta      | Trento           | rientro prestito |
| C                | Andrés Tello       | Salernitana      | rientro prestito |
| A                | Miloš Bočić        | Latina           | rientro prestito |
| A                | Marco Chiarella    | Messina          | rientro prestito |
| A                | Rocco Costantino   | Messina          | rientro prestito |
| A                | Filippo D'Andrea   | Audace Cerignola | rientro prestito |
| A                | Davide Marsura     | Ascoli           | rientro prestito |
| A                | Gabriel Popovic    | Puteolana        | rientro prestito |

| Cessioni         | Cessioni            | Cessioni    | Cessioni          |
| R.               | Nome                | a           | Modalità          |
| ---------------- | ------------------- | ----------- | ----------------- |
| P                | Klaidas Laukžemis   | Sora        | definitivo        |
| P                | Domiziano Tirelli   | Budoni      | prestito          |
| D                | Armando Anastasio   |             | risoluzione       |
| D                | Alessio Castellini  | Mantova     | prestito          |
| D                | Ertijon Gega        | Casarano    | definitivo        |
| D                | Mattia Maffei       | Trento      | definitivo        |
| C                | Davide Guglielmotti |             | risoluzione       |
| C                | Stefano Sturaro     |             | fine carriera     |
| C                | Andrés Tello        |             | risoluzione       |
| A                | Miloš Bočić         | AZ Picerno  | prestito          |
| A                | Rocco Costantino    |             | risoluzione       |
| A                | Adriano Montalto    |             | risoluzione       |
| Altre operazioni |                     |             |                   |
| R.               | Nome                | a           | Modalità          |
| P                | Marius Adamonis     | Sudtirol    | riscatto prestito |
| P                | Alessandro Farroni  |             | svincolato        |
| D                | Dario Del Fabro     | Arezzo      | fine prestito     |
| D                | Salvatore Monaco    |             | svincolato        |
| A                | Pietro Cianci       | Ternana     | riscatto prestito |
| A                | Nicola Dalmonte     | Salernitana | fine prestito     |
| A                | Andrea De Paoli     | Giugliano   | fine prestito     |
| A                | Roberto Inglese     |             | svincolato        |

## Risultati

### Serie C
Girone di andata
| Catania 24 agosto 2025, ore 21:00 CEST 1ª giornata | Catania            | – | Foggia | Stadio Angelo Massimino\| Arbitro: \| Mirabella (Napoli) \| |
| Arbitro:                                           | Mirabella (Napoli) |   |        |                                                             |

| Cava de' Tirreni 30 agosto 2025, ore 18:00 CEST 2ª giornata | Cavese | – | Catania | Stadio Simonetta Lamberti |

| Catania 6 settembre 2025, ore 20:30 CEST 3ª giornata | Catania | – | Monopoli | Stadio Angelo Massimino |

| Cosenza 14 settembre 2025, ore 15:00 CEST 4ª giornata | Cosenza | – | Catania | Stadio San Vito-Gigi Marulla |

| Catania 20 settembre 2025, ore 17:30 CEST 5ª giornata | Catania | – | Sorrento | Stadio Angelo Massimino |

| Erice 24 settembre 2025, ore 20:30 CEST 6ª giornata | Trapani | – | Catania | Stadio Giacomo Basciano |

| Cerignola 28 settembre 2025, ore 17:30 CEST 7ª giornata | Audace Cerignola | – | Catania | Stadio Domenico Monterisi |

| Catania 5 ottobre 2025, ore CEST 8ª giornata | Catania | – | Siracusa | Stadio Angelo Massimino |

| Giugliano in Campania 12 ottobre 2025, ore CEST 9ª giornata | Giugliano | – | Catania | Stadio Alberto De Cristofaro |

| Catania 19 ottobre 2025, ore CEST 10ª giornata | Catania | – | Salernitana | Stadio Angelo Massimino |

| Catania 26 ottobre 2025, ore CEST 11ª giornata | Catania | – | Benevento | Stadio Angelo Massimino |

| Caserta 2 novembre 2025, ore CEST 12ª giornata | Casertana | – | Catania | Stadio Alberto Pinto |

| Catania 9 novembre 2025, ore CEST 13ª giornata | Catania | – | Team Altamura | Stadio Angelo Massimino |

| Casarano 16 novembre 2025, ore CEST 14ª giornata | Casarano | – | Catania | Stadio Giuseppe Capozza |

| Catania 23 novembre 2025, ore CEST 15ª giornata | Catania | – | Latina | Stadio Angelo Massimino |

| Picerno 30 novembre 2025, ore CEST 16ª giornata | AZ Picerno | – | Catania | Stadio Donato Curcio |

| Catania 7 dicembre 2025, ore CEST 17ª giornata | Catania | – | Crotone | Stadio Angelo Massimino |

| Potenza 14 dicembre 2025, ore CEST 18ª giornata | Potenza | – | Catania | Stadio Alfredo Viviani |

| Catania 21 dicembre 2025, ore CEST 19ª giornata | Catania | – | Atalanta U23 | Stadio Angelo Massimino |

### Coppa Italia Serie C
Turni eliminatori
| Arbitro: | Striamo (Salerno) |

|           |           |  |
| Murano 9’ | Marcatori |  |

## Statistiche

### Statistiche di squadra
| Competizione         | Punti       | In casa | In casa | In casa | In casa | In casa | In casa | In trasferta | In trasferta | In trasferta | In trasferta | In trasferta | In trasferta | Totale | Totale | Totale | Totale | Totale | Totale | DR |
| Competizione         | Punti       | G       | V       | N       | P       | Gf      | Gs      | G            | V            | N            | P            | Gf           | Gs           | G      | V      | N      | P      | Gf     | Gs     | DR |
| -------------------- | ----------- | ------- | ------- | ------- | ------- | ------- | ------- | ------------ | ------------ | ------------ | ------------ | ------------ | ------------ | ------ | ------ | ------ | ------ | ------ | ------ | -- |
| Serie C              |             |         |         |         |         |         |         |              |              |              |              |              |              |        |        |        |        |        |        |    |
| Coppa Italia Serie C | Primo turno | 0       | 0       | 0       | 0       | 0       | 0       | 1            | 0            | 0            | 1            | 0            | 1            | 1      | 0      | 0      | 1      | 0      | 1      | -1 |
| Totale               |             | 0       | 0       | 0       | 0       | 0       | 0       | 1            | 0            | 0            | 1            | 0            | 1            | 1      | 0      | 0      | 1      | 0      | 1      | -1 |

### Andamento in campionato
| Giornata  | 1 | 2 | 3 | 4 | 5 | 6 | 7 | 8 | 9 | 10 | 11 | 12 | 13 | 14 | 15 | 16 | 17 | 18 | 19 | 20 | 21 | 22 | 23 | 24 | 25 | 26 | 27 | 28 | 29 | 30 | 31 | 32 | 33 | 34 | 35 | 36 | 37 | 38 |
| --------- | - | - | - | - | - | - | - | - | - | -- | -- | -- | -- | -- | -- | -- | -- | -- | -- | -- | -- | -- | -- | -- | -- | -- | -- | -- | -- | -- | -- | -- | -- | -- | -- | -- | -- | -- |
| Luogo     | C | T | C | T | C | T | T | C | T | C  | C  | T  | C  | T  | C  | T  | C  | T  | C  |    |    |    |    |    |    |    |    |    |    |    |    |    |    |    |    |    |    |    |
| Risultato |   |   |   |   |   |   |   |   |   |    |    |    |    |    |    |    |    |    |    |    |    |    |    |    |    |    |    |    |    |    |    |    |    |    |    |    |    |    |
| Posizione |   |   |   |   |   |   |   |   |   |    |    |    |    |    |    |    |    |    |    |    |    |    |    |    |    |    |    |    |    |    |    |    |    |    |    |    |    |    |

Legenda:

Luogo: C = Casa; T = Trasferta. Risultato: V = Vittoria; N = Pareggio; P = Sconfitta.